# Pharaonus semenovi
Pharaonus semenovi är en skalbaggsart som beskrevs av Edmund Reitter 1887. Pharaonus semenovi ingår i släktet Pharaonus och familjen Rutelidae. Inga underarter finns listade i Catalogue of Life.